# Daniel Arnefjord
Per Erik Daniel Arnefjord (Stoccolma, 21 marzo 1979) è un ex calciatore svedese, di ruolo difensore.

## Carriera

### Club
Arnefjord ha iniziato la carriera nel suo paese natio ed ha giocato a livello giovanile prima con lo Järva KFUM e successivamente con il Brommapojkarna. Nel 1998 è passato al Café Opera, con cui ha collezionato quasi centocinquanta presenze e che, nel 2005, ha cambiato nome diventando Väsby United. Nel 2006 è stato ingaggiato dall'AIK, potendo così disputare la prima stagione nella Allsvenskan.
L'esordio nella massima divisione svedese, quindi, è arrivato il 17 aprile dello stesso anno, quando ha sostituito Derek Boateng nella vittoria per due a uno dell'AIK sull'Örgryte grazie alle reti di Wílton Figueiredo e Niklas Sandberg. L'11 maggio, è stato impiegato per la prima volta da titolare, nella vittoria in trasferta per uno a zero sull'Häcken. Al termine della stagione la squadra di Arnefjord si è classificata al secondo posto. È rimasto in Svezia fino alla metà del 2008, quando è sbarcato nella confinante Norvegia per giocare per l'Aalesunds.
Il debutto è datato 4 agosto 2008, giocando dal primo minuto nel pareggio per zero a zero in casa del Molde, venendo anche ammonito dall'arbitro Espen Berntsen. La prima rete l'ha segnata nello spareggio per stabilire l'ultima formazione partecipante alla Tippeligaen dell'anno successivo, tra Aalesunds e Sogndal: il suo club si è imposto per quattro a uno in trasferta. Nel 2009 ha fatto parte della squadra che si è aggiudicata l'edizione stagionale della Coppa di Norvegia. Non ha giocato però la finale del torneo.
Questo successo gli ha permesso di giocarsi la Superfinalen contro il Rosenborg, dove il suo Aalesunds è stato sconfitto tre a uno. Sempre in virtù del trionfo in coppa, ha partecipato all'Europa League 2010-2011, venendo comunque schierato solo nel match di andata del terzo turno di qualificazione contro il Motherwell, conclusosi con un pareggio per uno a uno.

## Palmarès

### Giocatore

#### Club

##### Competizioni nazionali
- Coppa di Norvegia: 1

Aalesunds: 2009, 2011